# Sideridis codyi
Sideridis codyi är en fjärilsart som beskrevs av Gustaaf Hulstaert 1924. Sideridis codyi ingår i släktet Sideridis och familjen nattflyn. Inga underarter finns listade i Catalogue of Life.